# 哈特兰德足球俱乐部
哈特蘭德足球俱樂部（Heartland FC） 是尼日利亚足球俱乐部，位于尼日利亚奥韦里，球队最初叫做斯巴达足球俱乐部，之后更名为 Iwuanyanwu 民族，俱乐部在 1987–1990年连续 4 次夺得尼日利亞足球甲級聯賽冠军 3 次蝉联（页面存档备份，存于）。球队的主场为丹·安伊亚姆体育场(Dan Anyiam Stadium).球會在2006年将球队名字更名为现在的「哈特兰德」。

## 战绩
- 尼日利亚足球甲级联赛: 5次

1987年, 1988年, 1989年, 1990年, 1993年
- 尼日利亚足协杯: 1次

1988年
1. ↑  http://www.goal.com/en-ng/news/4065/africa/2014/05/15/4820306/heartland-chairman-fan-ndubuoke-sacked?ICID=AR_RS_2